# I Brought You My Bullets, You Brought Me Your Love
Albums de My Chemical Romance
Three Cheers for Sweet Revenge
(2004)
I Brought You My Bullets, You Brought Me Your Love est le premier album studio du groupe de Rock Alternatif My Chemical Romance. Lancé le 23 juillet 2002 sur le label indépendant Eyeball Records, l'album ne s'est vendu qu'à 37 000 copies. Néanmoins, plusieurs extraits de cet opus ont permis au groupe de se faire connaître.

## Liste des Chansons
1. Romance (1 min 02)
2. Honey, This Mirror Isn't Big Enough for the Two of Us (3 min 51)
3. Vampires Will Never Hurt You (5 min 26)
4. Drowning Lessons (4 min 23)
5. Our Lady of Sorrows (2 min 05)
6. Headfirst for Halos (3 min 28)
7. Skylines and Turnstiles (3 min 23)
8. Early Sunsets Over Monroeville (5 min 05)
9. This Is the Best Day Ever (2 min 12)
10. Cubicles (3 min 51)
11. Demolition Lovers (6 min 06)